# جيم هولشتاين
جيم هولشتاين (بالإنجليزية: Jim Holstein)‏ مواليد 24 سبتمبر 1930 في هاملتن - الوفاة 16 ديسمبر 2007، كان مدرب كرة سلة أمريكي ولاعب. بدأ مسيرته الاحترافية في سنة 1952. تم اختياره من قبل فريق لوس أنجلوس ليكرز خلال الدرافت. بلغ طوله 6 قدم 3 بوصة (1.9 م). اعتزل اللعب في 1956. فاز بلقب دوري إن بي إيه. لعب مع لوس أنجلوس ليكرز وديترويت بيستونز.

## روابط خارجية
- جيم هولشتاين على موقع إن بي أي (الإنجليزية)
- جيم هولشتاين على موقع سبورتس رفرنس (الإنجليزية)
- جيم هولشتاين على موقع كلية كرة السلة في سبورتس رفرنس.كوم (الإنجليزية)
- جيم هولشتاين على موقع ريلجم (الإنجليزية)
- جيم هولشتاين على موقع بروبوليرز (الإنجليزية)
- جيم هولشتاين على موقع كلية كرة السلة في سبورتس رفرنس.كوم (الإنجليزية)